# Isabella Fierro

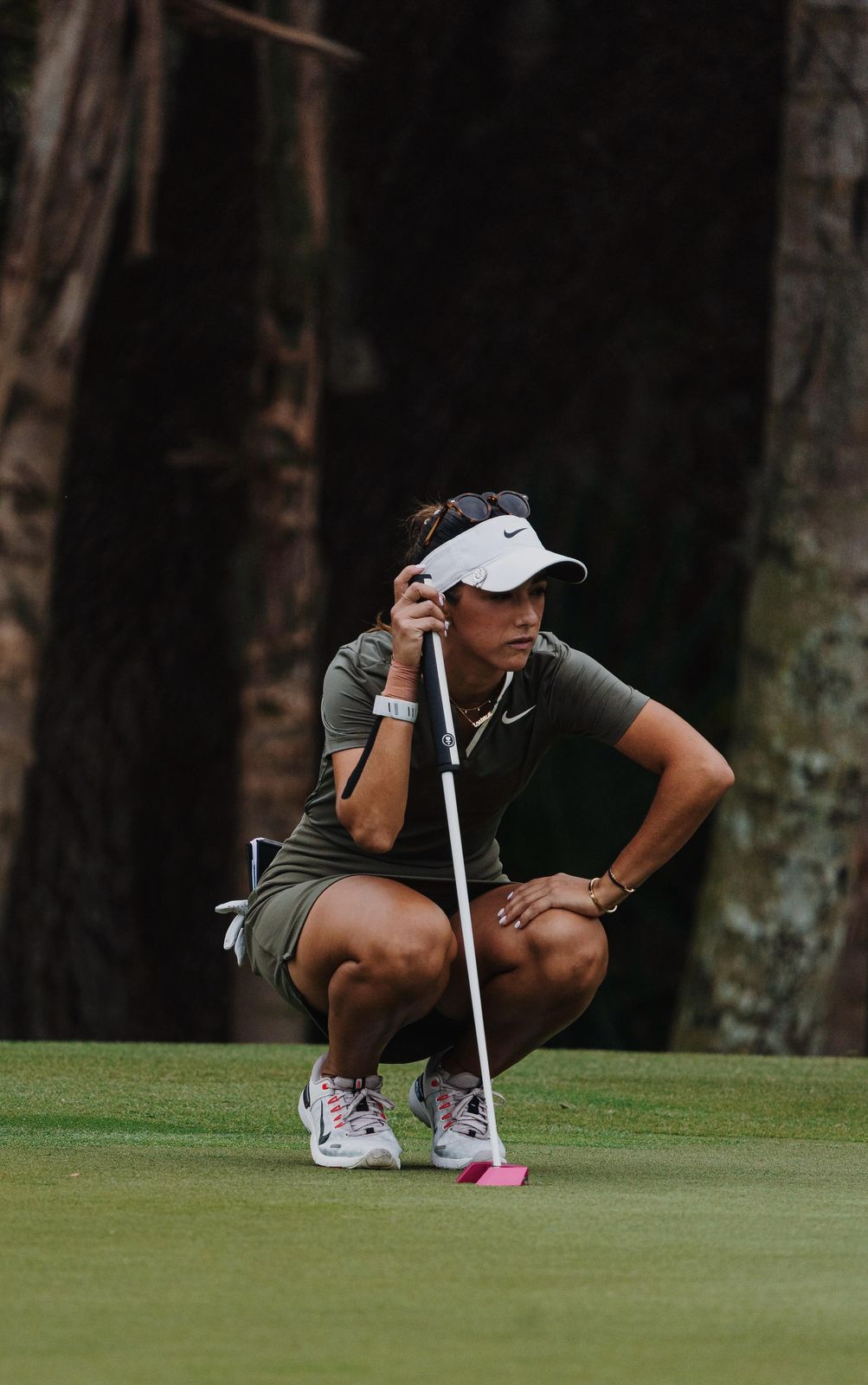

Isabella Fierro (n. 29 de marzo de 2001, Mérida, Yucatán, México) es una golfista mexicana que ha destacado en torneos amateurs nacionales e internacionales. Ha representado a México en múltiples competiciones juveniles y universitarias, y ha sido considerada una de las promesas más relevantes del golf femenino en su país.

## Biografía y formación
Fierro nació en Mérida, Yucatán, y desde temprana edad mostró aptitudes para el golf. Durante su etapa juvenil, ganó diversos torneos estatales y regionales, lo que la llevó a participar en competencias de la American Junior Golf Association (AJGA).
Tras graduarse de la preparatoria, ingresó a la NCAA para competir en el golf universitario de los Estados Unidos. Su buen rendimiento le valió distinciones dentro de su conferencia, así como invitaciones a torneos amateurs de prestigio, incluyendo el Augusta National Women's Amateur.

## Carrera deportiva
Entre sus logros deportivos más importantes se incluyen:
- Representación de México en el Campeonato Mundial Juvenil (año).
- Ubicación en el top 30 del World Amateur Golf Ranking (año).
- Victoria en el Campeonato Nacional Amateur de México (año).
- Participación destacada en el Augusta National Women's Amateur (año).
- En 2023, compitió en el Epson Tour, la gira de desarrollo oficial de la LPGA, donde consiguió un top-ten finish.
- En 2024, participó en torneos de la LPGA, debutando en el máximo circuito profesional femenino.[4]

En (año), Fierro logró su mejor resultado universitario al ubicarse en el top-5 del Campeonato de la NCAA de golf femenino.

## Estilo de juego
Especialistas han resaltado su consistencia en los golpes de salida y su habilidad en los greens, lo que le ha permitido destacar en torneos tanto de stroke play como de match play.